# McLeod lányai
A McLeod lányai (eredeti cím: McLeod's Daughters)  egy Logie-díjat nyert ausztrál dráma sorozat és az azonos című 1996-os tévéfilm feldolgozása, melyet 2001-2009-ig vetítették a Nine Network-ön. 
A történet a két nővér, Claire és Tess McLeod, újra találkozásával kezdődik, mikor is Tess megtudja, hogy örökölte családi farmjuk egy részét. Claire és Tess nőkből álló csapatot szerveznek a Drovers Run-on ami Dél-Ausztráliában van, 180 km-re a legközelebbi várostól, és 400 km-re a nagyvárostól. A sorozatban jelentős változás akkor állt be mikor a harmadik évad 28. epizódjában Claire McLeod ( Lisa Chappell ) autóbalesetben meghal. Ezentúl Tess és Stevie Hall életét követhetjük szemmel. Az 5. évadban megtudjuk, hogy Jodi Fountain biológiai apja Jack McLeod, mivelhogy édesanyja Meg és Jack szeretők voltak és e viszonynak ő lett az eredménye, így féltestvére Claire-nek és Tess-nek. A 4. évadtól kezdve, Hugh Mcleod lányai is csatlakoznak unokatestvéreikhez Tess-hez és Jodi-hoz. 2009. január 31-én a Nine Network le adta a sorozat 224. és egyben utolsó epizódját. A 6. évadban Bridie Carter (Tess) és a 7. évadban Rachael Carpani (Jodi) is távozott a sorozatból. A 8. egyben utolsó évad elején távozik az utolsó eredeti szereplő Aaron Jeffery (Alex Ryan) is.

## A kiinduló történet
A történet azzal kezdődik, hogy Jack McLeod meghal és lányai öröklik a Drovers Run nevű birtokot. Claire az első házasságból született lány a farmon él apja házvezetőnőjével Meg-gel és annak lányával Jodi-val, a második házasságból született lány Tess, pedig a városban. Tess kézhez kapja az örökségéről szóló levelet és ellátogat a Drovers Run-ra, ahol gyerekkora óta nem járt. A két McLeod lány újra egymásra találása annyira jól sikerül, hogy Tess marad és a városi életét, vidéki életre cseréli. Természetesen mivel lányokról van szó a fiúk sem hiányozhatnak, akik ez esetben pont a szomszédban laknak. Alex és Nick jelentős részei a lányok életének. Évadokon keresztül követhetjük figyelemmel a lányok mindennapjait, szerelmeit, drámáit, és boldog pillanatait, szemet gyönyörködtető Ausztrál tájakon.

## Drovers Run
A McLeod's Daughters-t egy munkafarmon filmezték Dél-Ausztráliában. A farm a Light Regional District-ben helyezkedik el, Gawler és Freeling között. Adelaide-től  egy órányira északra.
Drovers Run egy nagy magántulajdonban lévő farm 180 kilométerre a legközelebbi településtől, és 400 km-re a nagyvárostól.
Területe: 50000 hektárnyi.
Eladásra tartott állatok: marhák, birkák, kecskék.
A legelők: Kopár-hegy, Kis-megbánás, Jack-mező, Bengál, Megbánás-mező, Thomson, Tökfilkó, Girhes Jim, Északi-legelő, Déli-legelő, Viadukt (tt található a szélmalom is)
A farm lakói: 150 birka, 100 marha, 15 ló, kutyák (Roy, Turbo, Diesel, Cserfes), a farm néhány munkása, a főszereplő lányok
Az itt élő lovak: Bendzsó (Stevie lova), Oszkár (Tess lova), Tűzfény (Claire lova), Merész (Claire lova), Főnix (Tűzfény csikója), Csillag (Meg lova),  Sólyom (Claire lova), Cukor (Jodi lova), Charlie, Viharfelhő (Becky lova), Rakéta (Becky lova)
A Drovers Run szomszédságában lévő farmok: Killarney, Wilgul, Kinsella

## A sorozat cselekménye röviden
```
                                 Cselekményleírást tartalmazó szöveg.
```

Jack McLeod meghal, és ráhagyja lányaira az adósságban úszó farmját, Drovers Run-t. Claire, Jack első házasságából született lánya. Első felesége, Prudence meghal mikor Claire kisöccsét Adam-et világra hozza. A kisfiú halva születik. Jack később feleségül veszi Ruth Silverman-t, és születik egy lányuk, Tess. A két lány erősen kötődik egymáshoz. Ruth városi lány volt és nem bírta a vidéki életet, ezért mikor Tess ötéves lett visszaköltözött a kislánnyal együtt a városba. A sorozat elején, 20 évvel később Tess hazatér a Drovers-re.
Tess nemrég elveszítette édesanyját mellrákban, reméli, hogy eladhat egy részt a farmból, hogy valóra váltsa álmát, és nyisson egy kávézót a városban. De meglepődik mikor szembesül a birtok anyagi helyzetével és marad, hogy segítsen nővérének törleszteni a hiteleket. Claire egy tűzeset folyamán rájön, hogy a munkásai megcsapolják a benzinkészletét. A nővérek és a farmon dolgozó házvezetőnő, Meg és lánya Jodi nőkből álló csapatot szerveznek, majd befogadják Becky Howardot is. Humorral, és persze férfiakkal gazdagítják életüket az Ausztrál pusztában.
Három évvel később (2003 októbere), Claire legjobb barátja, Stevie Hall érkezik Drovers Run-ra Becky helyére aki elment, hogy Jake-kel egy tenyészfarmot vegyen és igazgasson. Stevie érkezése után egy héttel Claire egy autóbalesetben életét veszti. Ezek után Tess igazgatja a lányok segítségével a birtokot.
Tess és férje, Nick úgy dönt, hogy Argentínába költöznek. Így Jodi-ra marad a birtok igazgatása. Unokatestvérével Regan-nel, Stevie-vel és barátnőjével Kate Manfredi-vel alkotnak egy csapatot. (2006 március)
2007-ben, Jodi úgy dönt, hogy tanúvédelem alatt álló szerelmével, Matt-tel elköltözik a Drovers-ről, vállalva a tanúvédelmet. Miután Jodi elmegy a birtokot unokatestvéreire hagyja: Regan-re, Grace-re és Jasmine-re akik azt hiszik, hogy Jodi meghalt egy autóbalesetben.
A birtok igazgatását Stevie veszi át (társtulajdonos). A farmon élő lányok ekkoriban Regan, Tayler és Kate, majd nem sokkal később Grace Kingston Mcleod érkezik a farmra, aki Regan nővére és Stevie rodeós barátja. Stevie és Alex egybekelnek, Regan új munkát kap és elmegy a birtokról, így amíg Stevie nászúton van addig Grace irányítja a farmot.
2009-ben, Kate Manfredi elmegy a Drovers-ről egy karitatív állás miatt. Regan visszatér, hogy segítsen Stevie-nek feldolgozni Alex halálát. Nem sokkal Regan érkezése után Jasmine Mcleod és Ben Hall is be állít a farmra, hogy segítsenek Stevie-nek, illetve Jas azért is jön, hogy kibéküljön testvéreivel. A befejező epizódban Jodi Fountain McLeod Bosnich terhesen visszatér a Drovers Run-ra édesanyjával Meg-gel.

## Szereplők
| Színész                      | Szerepe                                       | Magyar hang                            | A sorozatban           |
| ---------------------------- | --------------------------------------------- | -------------------------------------- | ---------------------- |
| Lisa Chappell                | Claire Louise McLeod                          | Spilák Klára                           | 2001-2003.             |
| Bridie Carter                | Teresa "Tess" Charlotte Silverman McLeod Ryan | Urbán Andrea                           | 2001-2006.             |
| Rachael Carpani              | Jodi Margaret Fountain McLeod Bosnich         | Németh Borbála, Böhm Anita             | 2001-2007., 2008.      |
| Aaron Jeffery                | Alexander "Alex" Marion Ryan                  | Haás Vander Péter                      | 2001-2008.             |
| Myles Pollard                | Nicholas "Nick" Ryan                          | Bozsó Péter                            | 2001-2006.             |
| Sonia Todd                   | Margaret "Meg" Fountain Dodge                 | Andresz Kati                           | 2001-2006.             |
| Jessica Napier               | Becky Howard                                  | Mezei Kitty                            | 2001-2003.             |
| Simmone Jade Mackinnon       | Stephani "Stevie" Hall Ryan                   | Orosz Helga                            | 2003-2008.             |
| Brett Tucker                 | David "Dave" Brewer                           | Markovics Tamás                        | 2003-2006.             |
| Michala Banas                | Kate Manfredi                                 | Zsigmond Tamara                        | 2004-2008.             |
| Jonny Pasvolsky              | Rob Shelton/Matt Bosnich                      | Hevér Gábor, Csőre Gábor               | 2005-2007.             |
| Zoe Naylor                   | Regan McLeod                                  | Götz Anna, Hámori Eszter, Pikali Gerda | 2005-2008.             |
| Luke Jacobz                  | Patrick Brewer                                | Moser Károly                           | 2005-2008.             |
| Doris Younane                | Moria Doyle                                   | Martin Márta                           | 2001-2002., 2005-2008. |
| Dustin Clare                 | Riley Ward                                    | Selmeczi Roland, Holl Nándor           | 2006-2008.             |
| Gillian Alexy                | Tayler Geddes                                 | Sánta Annamária                        | 2006-2008.             |
| Abi Tucker                   | Grace Kingston McLeod                         | Kisfalvi Krisztina                     | 2007-2008.             |
| Matt Passmore                | Marcus Turner                                 | Varga Gábor                            | 2007-2008.             |
| Anna Torv és Edwina Ritchard | Jasmine McLeod                                | Németh Kriszta                         | 2008.                  |
| Rachael Coopes               | Ingrid Marr                                   | Böhm Anita                             | 2007-2008.             |
| John Schwarz                 | Ben Hall                                      | Sótonyi Gábor                          | 2008.                  |

### Rendszeres epizódszereplők
| Színész                                | Szerepe                  | Magyar hang                | A sorozatban      |
| -------------------------------------- | ------------------------ | -------------------------- | ----------------- |
| Marshall Napier                        | Harry Ryan               | Papp János, Háda János     | 2001-2006.        |
| Catherine Wilkin                       | Elizabeth "Liz" Ryan     | Zsurzs Kati                | 2001-2004., 2006. |
| John Jarratt                           | Terry Dodge              | Orosz István               | 2001-2006.        |
| Fletcher Humphrys                      | Brett "Brick" Buchanan   | Seder Gábor                | 2001-2003.        |
| Ben Mortley                            | Alberto Borelli          | Bolba Tamás, Fekete Zoltán | 2001.,2002-2003.  |
| Charlie Clausen                        | Jake Harrison            | Csík Csaba Krisztián       | 2002-2003.        |
| Richard Healy                          | Kevin Fountain           |                            | 2002.,2003.,2006. |
| Stelios Yiakmis                        | Frank Da Costa őrmester  | Fazekas István             | 2002.             |
| Inge Hornstra                          | Sandra Kinsela Ryan      | Orosz Anna                 | 2002-2006.        |
| Kathryn Hartman                        | Sally Clements           | Ősi Ildikó                 | 2002-2005.        |
| Rodger Corser                          | Peter Johnson            | Crespo Rodrigo             | 2002-2006.        |
| Reece Horner                           | Nat                      |                            | 2003-2008.        |
| Peter Stefanou                         | Vince Lavise             |                            | 2003.             |
| John Stanton                           | Bryce Redstaff           |                            | 2003-2007.        |
| Carmel Johnson                         | Beth Martin              |                            | 2003-2009.        |
| Craig McLachlan                        | Kane Morgan              | Kőszegi Ákos               | 2004.             |
| Dean O'Gorman                          | Luke Morgan              | Fekete Zoltán              | 2004-2005.        |
| Basia A'Hern                           | Rose Hall-Smith          | Bogdányi Titanilla         | 2004-2008.        |
| Brooke, Kaitlyn és Talhia Stacey-Clark | Charlotte "Bobó" Mcleod  |                            | 2004-2006.,2009.  |
| Michelle Langstone                     | Fiona Webb Ryan          | Solecki Janka              | 2006.             |
| Daniel Feuerriegel                     | Leo Coombes              |                            | 2006.             |
| Joe Petruzzi                           | Tony Rablsi őrmester     |                            | 2006.             |
| Peter Hardy                            | Phil Rakich              |                            | 2006-2008.        |
| Sandy Winton                           | Heath Barret             | Megyeri János              | 2007.             |
| Scott Lowe                             | Jim Selkirk              |                            | 2007-2008.        |
| Sam Healy                              | Ashleigh Redstaff        | Madarász Éva               | 2007.             |
| Callan Mulvery                         | Mitch Wahlberg           |                            | 2007.             |
|                                        |                          |                            |                   |
| Gus Murray                             | Dan atya                 |                            | 2008.             |
| Ashton és Tate Hutchins                | Xander "Pocok" Hall Ryan |                            | 2008-2009.        |
| Martin Lynes                           | Frank Edwards            |                            | 2008.             |
| Alex Cook                              | Lily Edwards             |                            | 2008.             |

### Érkezők és távozók listája
| Színész                      | Szerepe                               | Státusza          |
| ---------------------------- | ------------------------------------- | ----------------- |
| Rachael Carpani              | Jodi Margaret Fountain McLeod Bosnich | visszatér 2008.   |
| Aaron Jeffery                | Alexander "Alex" Marion Ryan          | távozik 2008.     |
| Zoe Naylor                   | Regan McLeod                          | visszatér 2008.   |
| Dustin Clare                 | Riley Ward                            | távozik 2008.     |
| Michala Banas                | Kate Manfredi                         | távozik 2008.     |
| Anna Torv és Edwina Ritchard | Jasmine McLeod                        | visszatér 2008.   |
| Henry Nixon                  | Shearer/Greg Dawson                   | 2001.,2005.,2006. |
| Jovita Lee Shaw              | Kylie Buchanan                        | 2003.             |
| Harold Hopkins               | Ken Logan                             | 2004.             |
| Susan Godfrey                | Jennifer Logan                        | 2004.             |
| Tasma Walton                 | Tracy Morryson                        | 2004.             |
| Grant Bowler                 | Jared Wuchowski                       | 2004.             |
| Glenda Linscott              | Celia Rivers                          | 2004.             |
| Rhys Muldoon                 | Jeremy Quaid                          | 2005.             |
| Jeremy Sims                  | Will Hamilton                         | 2005.             |
| Sonja Tallis                 | Allesa Manfredi                       | 2005.             |
| Tara Morice                  | Michelle Hall-Smith                   | 2005.             |
| Sophie Cleary                | Catrina Bradfield                     | 2005.,2006.       |
| John Atkinson                | Roger McIvor                          | 2005.,2006.,2007. |
| Damien Richardson            | Tom Braiden                           | 2006.             |
| Andrew S.Gilbert             | Joel Sanderson                        | 2006.             |
| Alycia Debnam-Carey          | Chole Sanderson                       | 2006.             |
| Robert Coleby                | Howard Webb                           | 2006.             |
| Steve Vilder                 | Hugh Doyle                            | 2006.             |
| Rebbeca Lavelle              | Bindy Martin                          | 2006.             |
| Sullivan Stapleton           | Drew Cornwell                         | 2006.             |
| Samantha Tolj                | Heather Richardson                    | 2007.             |
| Liam Hemsworth               | Damon                                 | 2007.             |
| Jay Laga'aia                 | Gabe                                  | 2007.             |
| Wendy Bos                    | Karen Aitken                          | 2007.             |
| Anita Hegh                   | Sharon Buckingham                     | 2008.             |

## Epizódok
| Évad | Évad | Részek száma | Részek száma | Eredeti sugárzás   | Eredeti sugárzás   | Eredeti adó  |
| Évad | Évad | Részek száma | Részek száma | Évadbemutató       | Évadzáró           | Eredeti adó  |
| ---- | ---- | ------------ | ------------ | ------------------ | ------------------ | ------------ |
|      | 1.   | 22           | 22           | 2001. augusztus 8. | 2002. március 20.  | Nine Network |
|      | 2.   | 22           | 22           | 2002. március 27.  | 2002. október 16.  | Nine Network |
|      | 3.   | 30           | 30           | 2003. február 12.  | 2003. október 29.  | Nine Network |
|      | 4.   | 32           | 32           | 2004. február 11.  | 2004. november 24. | Nine Network |
|      | 5.   | 32           | 32           | 2005. február 9.   | 2005. november 23. | Nine Network |
|      | 6.   | 32           | 32           | 2006. február 15.  | 2006. november 29. | Nine Network |
|      | 7.   | 32           | 32           | 2007. február 7.   | 2007. október 17.  | Nine Network |
|      | 8.   | 22           | 22           | 2008. július 23.   | 2009. január 31.   | Nine Network |

## Díjak
en:Logie Awards
2009:
Jelöltek:
Legjobb színésznő  – Simmone Jade Mackinnon
Legjobb színész – Aaron Jeffery
Legjobb színész – Luke Jacobz
2008:
Jelöltek:
Legjobb színésznő  – Simmone Jade Mackinnon
Legjobb dráma-sorozat – McLeod lányai
2007:
Nyertesek:
Legjobb színész  – Aaron Jeffery
Legjobb év felfedezettje színész kategóriában – Dustin Clare
Jelölve voltak:
Gold Logie – "legnépszerűbb ausztrál televíziós személyiség" – Rachael Carpani
Gold Logie – "legnépszerűbb ausztrál televíziós személyiség" – Simmone Jade Mackinnon
Legjobb színésznő – Rachael Carpani
Legjobb színésznő – Simmone Jade Mackinnon
Legjobb ausztrál dráma-sorozat – McLeod lányai
Legjobb év felfedezettje színésznő kategóriában – Michelle Langstone
2006:
Jelölve voltak:
Gold Logie – "legnépszerűbb ausztrál televíziós személyiség" – Bridie Carter
Legjobb színész – Aaron Jeffery
Legjobb színésznő – Bridie Carter
Legjobb ausztrál dráma-sorozat – McLeod lányai
Legjobb év felfedezettje színész kategóriában – Jonny Pasvolsky
Legkiemelkedőbb dráma-sorozat – McLeod lányai
2005:
Nyertes:
Legjobb ausztrál dráma-sorozat – McLeod lányai
Jelölve voltak:
Gold Logie –  "legnépszerűbb ausztrál televíziós személyiség" – Bridie Carter
Legjobb színész   – Aaron Jeffery
Legjobb színésznő – Bridie Carter
Legjobb év felfedezettje színész kategóriában – Dean O'Gorman
2004:
Nyertesek:
Legjobb ausztrál dráma-sorozat – McLeod lányai
Legjobb színésznő – Lisa Chappell
Legjobb színész   – Aaron Jeffery
Legjobb ausztrál műsor – McLeod lányai
Jelölve voltak:
Gold Logie – "legnépszerűbb ausztrál televíziós személyiség" – Lisa Chappell
Legjobb színész   – Myles Pollard
Legjobb színésznő – Bridie Carter
Legjobb év felfedezettje színésznő kategóriában – Simmone Jade Mackinnon
Legkiemelkedőbb dráma-sorozat –  McLeod lányai
Legkiemelkedőbb drámai színész- Bridie Carter
2003
Jelölve voltak:
Legjobb színész   – Myles Pollard
Legjobb színésznő – Lisa Chappell
Legjobb színésznő – Bridie Carter
Legjobb ausztrál műsor – McLeod lányai
Legjobb év felfedezettje színész kategóriában – Ben Mortley
2002
Nyertes:
Legjobb év felfedezettje színésznő kategóriában – Lisa Chappell
Jelölve volt:
Legjobb ausztrál műsor – McLeod lányai

## Zene
Két CD-t adtak ki a sorozat zenéiből, mindkettő a top 50-be került Ausztráliában az Australian Recording Industry Association ARIA(en) listáján. Posie Graeme-Evans és Chris Harriott írta a szöveget Rebecca Lavelle számára.
Az albumok:
- McLeod's Daughters: Songs from the Series Volume 1(en) (2002)
- McLeod's Daughters: Songs from the Series Volume 2(en) (2004)

## Más országokban
Vetítették: Ausztriában, Belgiumban, Bulgáriában, Dániában, Egyesült Királyságban, Észtországban, Finnországban, Horvátországban, Hollandiában, Írországban, Izraelben, Lengyelországban, Magyarországon, Németországban, Norvégiában, Olaszországban, Romániában, Spanyolországban, Svájcban, Svédországban, Szerbiában, Ausztráliában, Kanadában, Új-Zélandon, Dél-Afrikában, Namíbiában, Malajziában, Szingapúrban, Latin-Amerika országaiban.
Magyarországon a Hallmark vetítette először, majd 2008 őszétől az M1 tűzte műsorra a koraesti műsorsávban. Ekkor csak az első 3 évadot vetítették még le a 74. epizódig és körülbelül 2009 márciusában fejezték be a vetítést. Közben a Hallmark folyamatosan vetítette a későbbi újabb évadokat ezzel párhuzamosan. Aztán 2010 január elejétől ismét elkezdték vetíteni az M1-en, ezúttal azonban nem álltak le a harmadik évad végén, hanem egyben leadták mind a 8 évadot és nagyjából év végén ért véget a sorozat. Később a Story 4 ismételte még párszor.
A cím egyéb változatai országonként:
- McLeod lányai (magyar)
- McLeods Töchter (német)
- Le sorelle McLeod (olasz)
- McLeod's Daughters (holland)
- McLeods døtre (norvég)
- McLeodin tyttäret (finn)
- McLeods's Daughters (svéd)
- Fiicele lui McLeod (román)